# Алан (лорд Галлоуэя)
Алан Галлоуэйский, известен также как Алан фиц Роланд (умер в феврале 1234) — последний лорд Галлоуэя и констебль Шотландии (1200—1234), крупный шотландский магнат XIII века. В качестве наследственного лорда Галлоуэя и констебля Шотландии Алан был одним из самых влиятельных сановников Шотландского королевства.

## Биография
Алан был старшим сыном Лохланна (Роланда) (ум. 1200), лорда Галлоуэя с 1185, и Елены де Морвиль (ум. 1217). У Алана были два брата и три сестры. Мать Алана была сестрой и наследницей Уильяма де Морвиля, лорда Лодердейла и Каннингема, констебля Шотландии (ум. 1196). Отец Алана Лохланн был старшим сыном Утреда, лорда Галлоуэя (ум. 1174), и внуком Фергуса, лорда Галлоуэя (ум. 1161).
В декабре 1200 года после смерти Лохланна Алан унаследовал титул лорда области Галлоуэй и должность констебля Шотландии. В 1210-х годах Алан Галлоуэйский получил во владение от короля Англии Иоанна Безземельного земельные угодья в Ольстере (Северная Ирландия). Его младший брат Томас, граф Атолл, и двоюродный брат Доннхад Мак Гилле Бригте, граф Каррик, также получил владения в Ольстере.
В 1212 году Алан Галлоуэйский отправил 1000 воинов на помощь английскому королю Иоанну Безземельному в его военной кампании в Северном Уэльсе.
В 1214 году после смерти шотландского короля Вильгельма Льва на королевский престол вступил его сын Александр II, который подтвердил за лордом Аланом Галлоуэйским титул констебля Шотландии. В 1215 году лорд Алан Галлоуэйский в качестве одного двадцати семи из советников участвовал в переговорах между королём Иоанном Безземельным и восставшими английскими баронами, которые закончились подписанием «Великой хартии волостей».
В 1216 году после отказа Иоанна Безземельного от подписанной им же сами Великой хартии вольностей лорд Алан Галлоуэйский участвовал во вторжении шотландской армии в июле 1217 года в Нортумберленд. В том же 1217 году после смерти своей матери Елены де Морвиль Алан унаследовал Лодердейл и Каннингем. В апреле 1220 года Алан присутствовал на переговорах королей Александра и Генриха Плантагенета в Йорке. Алан принёс оммаж Генриху Плантагенету за свои владения в Англии и Ирландии.
В 1221—1222 годах лорд Алан Галлоуэйский участвовал в военных кампаниях короля Шотландии Александра против Руаири Мак Рагналла, короля Кинтайра и Гебридских островов.
В 1220-х годах Алан Галлоуэйский вмешался в междоусобную борьбу между королём Мэна и Островов Рёгнвальдом (ум. 1229) и его младшим братом Олафом Чёрным (ум. 1237). Хроники Мэна сообщают, что в 1225 году Алан помогал Рёгнвальду в неудачной военной экспедиции на Гебридские острова против Олафа. В 1225 или 1226 году неназванная дочь Рёгнвальда вышла замуж за Томаса, внебрачного сына лорда Галлоуэя. В 1226 году мэнцы, недовольные этим союзом, свергли Рёгнвалшьда и посадили на королевский престол его младшего брата Олафа Чёрного (Амлайба Дуба). После своего изгнания Рёгнвальд бежал ко двору Алана в Галлоуэй. Согласно Хроникам Мэна, в 1228 году во время отсутствия Олафа, находившегося тогда на Гебридах, Рёгнвальд, Алан и его брат Томас вторглись на остров Мэн. Южная часть острова была полностью опустошена. Алан Галлоуэйский оставил на острове своих приставов для сбора дани с местных жителей и вернулся домой. Вскоре король Олаф Чёрный с войском вернулся на Мэн и вернул себе контроль над островом. В январе 1229 года Рёгнвальд вторично напал из Галлоуэя на остров Мэн. В феврале того же года в решающей битве Олаф разгромил Рёгнвальда, который погиб.
В 1230 году лорд Алан Галлоуэйский участвовал в отражении норвежской экспедиции на западное побережье Шотландии. Норвежский король Хакон Хаконарсон отправил на Гебриды большой флот под командованием Успака Огмундссона, назначив его новым королём Островов. Вместе с ним находились Олаф Чёрный и его племянник Годред (сын Рёгнвальда). На острове Айлей к Успаку присоединились со своими кораблями три члена клана Сомерли, по-видимому его родственники. Численность норвежского флота увеличилась до 80 кораблей. В июне 1230 года норвежцы высадились на острове Бьют и осадили замок Ротсей, где оборонялся Уолтер фиц Алан, стюард Шотландии (ум. 1241). На помощь осажденному шотландскому гарнизону прибыл лорд Алан с войском и вынудил норвежцев снять осаду.
Согласно Анналам Ольстера, Анналам Мельроузского монастыря и Хронике Ланеркоста, лорд Алан Галлоуэйский скончался в феврале 1234 года. Его тело было захоронено в аббатстве Дандреннан в Галлоуэе.

## Семья
Алан Галлоуэйский был женат три раза. Его первой женой стала дочь Роджера де Ласи, барона Понтефракта (1170—1211). В 1209 году он вторично женился на Маргарите Хантингдонской (около 1194 — после 1233), дочери Давида, графа Хантингдона (около 1144—1219) и Матильды Честерской, двоюродной сестре короля Шотландии Александра II. В третий раз в 1229 году Алан женился на Роуз де Ласи, дочери Гуго де Ласи, 1-го графа Ольстера (около 1176—1242).
От двух первых браков у Алана было несколько детей. Неназванная дочь от первого брака умерла в 1213 году, находясь при дворе короля Англии в качестве заложницы. Элен (Елена), вторая дочь от первого брака, была выдана замуж за Роджера де Квинси, 2-го графа Уинчестера (умер в 1264). Кристина, одна из дочерей Алана от второго брака, стала женой Уильяма де Форса, 4-го графа Омаль (умер в 1260). Дерворгила (около 1210—1290), младшая дочь Алана от второго брака, в 1223 году стала женой Джона де Баллиола, 5-го барона Баллиола (умер в 1268).
Также у лорда Алана Галлоуэйского был внебрачный сын Томас (умер около 1296), который поднял восстание после смерти отца и провёл более пятидесяти лет в заключении.

## Наследство

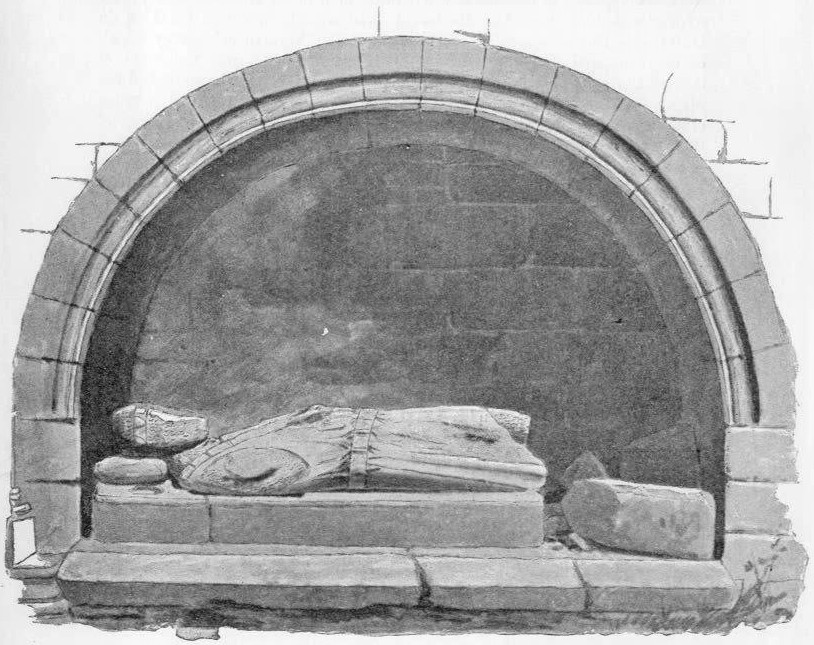
Изображение гробницы Алана Галлоуэйского в аббатстве Дандреннан

В 1234 году после смерти Алана шотландский король Александр II разделил его владения в Галлоуэе между тремя его дочерьми Элен, Кристиной и Дерворгилой, каждая из которых была замужем за англо-нормандским феодалом. Анналы Мельрозского монастыря сообщали, что знать Галлоуэя, не признававшая женскую преемственность, обратилась к королю Шотландии Александру, прося его принять Галлоуэй под свою королевскую власть. Согласно гельскому наследственному праву, бастард Томас был приемлемым наследником покойного лорда Алана. В 1235 году Томас, внебрачный сын Алана, получивший поддержку местного населения и духовенства, поднял восстание против королевской власти. Вместе с Томасом восстанием руководил галлоуэйский вождь Гилле Руад. Томас получил помощь из Ирландии и острова Мэн. Несмотря на это, восстание в Галлоуэе было подавлено. Ключевую роль в подавлении мятежа сыграл Ферхар, граф Росс (ум. 1251).